# Tanquito de San Francisco
Tanquito de San Francisco är en ort i Mexiko.   Den ligger i kommunen Villa Hidalgo och delstaten San Luis Potosí, i den centrala delen av landet, 400 km nordväst om huvudstaden Mexico City. Tanquito de San Francisco ligger 1 750 meter över havet och antalet invånare är 389.
Terrängen runt Tanquito de San Francisco är kuperad västerut, men österut är den platt. Terrängen runt Tanquito de San Francisco sluttar brant österut. Runt Tanquito de San Francisco är det mycket glesbefolkat, med 7 invånare per kvadratkilometer. Närmaste större samhälle är Pedrera del Tanquito, 4,9 km sydväst om Tanquito de San Francisco. Omgivningarna runt Tanquito de San Francisco är i huvudsak ett öppet busklandskap.